# Nagypalugya
Nagypalugya (szlovákul Veľká Paludza) a Szentmáriai-víztározó által elárasztott egykori falu Szlovákiában, a Zsolnai kerületben, a Liptószentmiklósi járásban. Területét Gálfaluhoz csatolták.

## Fekvése
Liptószentmiklóstól 5 km-re nyugatra, a Vág bal partján feküdt.

## Története
Legfőbb nevezetessége a 6000 személyt befogadni képes evangélikus fatemploma volt, mely 1693-ban épült és 1774-ben bővítették. A templomot a falu elárasztása előtt áthelyezték a magasabban fekvő Szentkereszt határába, ahol 1982-ben szentelték fel újra.
A 18. század végén Vályi András így ír róla: „PALUGYA. Kis Palugya, Nagy Palugya. Két tót falu Liptó Vármegyében. Kis Palugyának földes Ura Palugyai Uraság, fekszik Bodafalvához közel, mellynek filiája. Nagy Palugyának pedig Földes Ura Platy Uraság, ’s fekszik Motko Szent Kereszthez közel, mellynek filiája, Ispotállya is vagyon, lakosai katolikusok, és evangelikusok, határbéli földgyeik jó termékenységűek, réttyeik, legelőjök van, fájok nints elég, piatzozások Szent Miklóson, keresetre módgyok Vág-vizén, első osztálybéliek.”
Fényes Elek 1851-ben kiadott geográfiai szótárában így ír a faluról: „Nagy-Palugya, tót falu, Liptó vgyében, 26 kath., 554 ev. lak., ev. anya, és filial. kath. sz. egyházak. – Erdeje igen szép, mellyben különösen sok hársfát szemlélhetni. Lakosai cserépedényt égetnek. – Fűrészmalmok. F. u. Plathy családbeliek. Ut. p. Berthelen falva.”
Nagypalugyát és Gálfalut a 19. század második felében egyesítették. 1910-ben Gálfaluval együtt 565, túlnyomórészt szlovák lakosa volt. A 20. század elején Liptó vármegye Liptószentmiklósi járásához tartozott.
1949-ben a két falu ismét különvált. Nagypalugyát 1974-ben a Szentmáriai-víztározó (szlovákul Liptovská Mara) vizével árasztották el, evangélikus fatemplomát Liptószentkeresztre helyezték át. Területe ma Gálfaluhoz tartozik.

## Híres személyek
- Itt született 1788-ban Schulek M. Gáspár evangélikus lelkész, pozsonyi teológiai tanár.